# دنيسيوس الصغير
ديونيسيوس الصغير (باللاتينية: Dionysius Exiguus) يلقب أيضا بـ «ديونيسيوس المفسر» كان راهبًا من إقليم سكيثيا الرومانية. عاش في روما في بداية القرن السادس وقام بترجمة كتابات مسيحية يونانية كثيرة إلى اللاتينية، وساهم في عمل الحسابات الخاصة بالليتورجيات الكنسية وتجميع القوانين الكنسية. وإن كان قد أخطأ في حساباته الخاصة بميلاد السيد المسيح.
دعى نفسه ديونيسيوس الصغير ربما كنوع من التواضع وإنكار الذات.